# Nossa Senhora do Socorro
Nossa Senhora do Socorro – miasto i gmina w Brazylii, leży w stanie Sergipe. Gmina zajmuje powierzchnię 155,02 km². Według danych szacunkowych w 2016 roku miasto liczyło 179 661 mieszkańców. Położone jest około 10 km na północny zachód od stolicy stanu, Aracaju, oraz około 1500 km na północny wschód od Brasílii, stolicy kraju. 
W XVIII wieku miasto zamieszkiwało około trzech tysięcy mieszkańców. Zajmowali się oni głównie uprawą manioku i trzciny cukrowej. W 1718 roku stała się siedzibą parafii. Dnia 14 lutego 1835 roku ówczesna wieś otrzymała prawa miejskie. 
W 2014 roku wśród mieszkańców gminy PKB per capita wynosił 14 548,79 reais brazylijskich.